# Suillosporium odontoideum
Suillosporium odontoideum är en svampart som beskrevs av G. Langer & Langer 2004. Suillosporium odontoideum ingår i släktet Suillosporium och familjen Botryobasidiaceae.   Inga underarter finns listade i Catalogue of Life.